# Didier Sandre
Pour les articles homonymes, voir Maffre et Sandre.
Didier Sandre est un acteur et metteur en scène français né à Paris le 17 août 1946. Il est nommé sociétaire de la Comédie-Française en 2020.

## Biographie
Didier Sandre joue pour la 1re fois en 1968 dans L’Échange de Paul Claudel. À partir des années 1970, il contribue aux créations du théâtre public avec Catherine Dasté, Michel Hermon, Bernard Sobel, Jorge Lavelli, Jean-Pierre Miquel, Jean-Pierre Vincent, Maurice Béjart, Giorgio Strehler, Patrice Chéreau, Luc Bondy et Antoine Vitez.
Il joue régulièrement dans des productions du théâtre privé (Partage de midi de Paul Claudel, Célimène et le Cardinal de Jacques Rampal, Dîner entre amis de Donald Margulies, Becket ou l’honneur de Dieu de Jean Anouilh, etc.). En 2001, il joue dans Bérénice de Racine, mis en scène par Lambert Wilson au théâtre de Chaillot à Paris, en 2003 dans Le Laboureur de Bohême de Johannes von Tepl au TNP Villeurbanne, mis en scène par Christian Schiaretti, et en 2004 dans Monsieur chasse ! de Georges Feydeau. Entré à la Comédie-Française le 1er novembre 2013, il en est nommé sociétaire le 1er janvier 2020.
Au cinéma, on peut le voir dans Petits Arrangements avec les morts de Pascale Ferran, Le Conte d’automne d’Éric Rohmer, Le Mystère Paul d’Abraham Segal et Memory Lane de Mikhaël Hers. Parmi de nombreux téléfilms, on peut citer Passion interdite, Deux frères, L’Enfant éternel, Une famille formidable, Saint-Germain ou la Négociation de Gérard Corbiau, Le Sang noir de Peter Kassovitz. Il est Louis XIV dans L'Allée du Roi de Nina Companeez. En 2010, il tient le rôle du baron de Charlus dans l'adaptation par Nina Companeez de À la recherche du temps perdu d'après Marcel Proust.
Didier Sandre participe régulièrement à de nombreux concerts qui intègrent un récitant dans des œuvres de répertoire : L'Histoire du Soldat – Stravinsky-Ramuz, Le Martyre de Saint Sébastien – Debussy-d'Annunzio, Egmont – Beethoven-Goethe, le Roi David – Honegger-Morax, La Trahison orale – Maurizio Kagel-Claude Seignolles, Les Mains déliées – Michel Decoust-Azéma, Les 7 dernières Paroles du Christ – Haydn-Saint Mathieu, Pierre et le loup – Prokovief, Peer Gynt – Grieg-Ibsen, Histoire de Babar – Poulenc-de Brunhoff, La Boîte à joujoux – Debussy-Helle, Concerto pour voix et orchestre d'Éric Tanguy ; ou construits spécifiquement pour la scène : Une saison en enfer – Rimbaud-Liszt, Les Liaisons dangereuses – Laclos-Scarlatti, Poète et musicien – Lamartine-Chopin, L'Homme aux semelles de vent – Rimbaud-Janacek etc. Il a travaillé avec l'Orchestre des Concerts Pasdeloup, l'Orchestre de Paris, l'Ensemble Inter-Contemporain, l'Orchestre Poitou-Charentes, l'Orchestre national de Lyon sous la direction de Pierre Boulez, Myung-Whun Chung, David Robertson, Frans Brüggen, Sylvain Cambreling, Jean-François Heisser, Jean-Claude Pennetier, Hervé Niquet, Michaël Levinas etc.
Il travaille également avec des solistes tels que Abdel Rahman El Bacha, Alexandre Tharaud, Jeff Cohen, Michel Béroff, Marie-Josèphe Jude, Thierry Escaich, Pascal Amoyel, David Bismuth, Jean-François Zygel, Emmanuelle Bertrand ou des formations de musique de chambre telles que le Quatuor Ludwig ou Sine Nomine ou le chanteur François Le Roux.
Il est chevalier de la Légion d'honneur depuis 2014, chevalier de l'ordre national du Mérite et commandeur des Arts et des Lettres. En 1987, le Syndicat de la critique lui décerne son prix du meilleur acteur pour Madame de Sade de Yukio Mishima, Le Mariage de Figaro de Beaumarchais et Le Soulier de Satin de Paul Claudel. En 1996, il reçoit le Molière du meilleur acteur pour le rôle d’Arthur Goring dans Un Mari idéal d’Oscar Wilde. Il figure dans le Who's Who in France.
Il partage la vie de Nada Strancar, comédienne et metteure en scène française d’origine slovène, née à Ljubljana (Slovénie) en 1950. Elle est aussi enseignante au Conservatoire national supérieur d'art dramatique à Paris.

## Filmographie

### Cinéma
- 1983 : La Java des ombres de Romain Goupil : Gérard
- 1985 : Train d'enfer de Roger Hanin : Dalbret
- 1985 : Nom de code : Émeraude (Code Name: Emerald) de Jonathan Sanger (en) : Duchelle
- 1986 : La Femme de ma vie de Régis Wargnier : Xavier
- 1988 : Les Mannequins d'osier de Francis de Gueltzl : Laurent Kent
- 1989 : Vent de galerne de Bernard Favre : Joubert
- 1992 : Mensonge de François Margolin : Charles Melville
- 1992 : Boulevard des hirondelles de Josée Yanne : Pascal Copeau
- 1994 : Petits Arrangements avec les morts de Pascale Ferran : Vincent
- 1994 : 3 000 Scénarios contre un virus segment Le Sida, c’est les autres d’Ivana Massetti
- 1997 : Conte d'automne d'Éric Rohmer : Étienne
- 2000 : Le Mystère Paul d'Abraham Ségal : l’enquêteur
- 2001 : Origine océan de Gerald Calderon : voix du narrateur
- 2003 : La Légende de Parva de Jean Cubaud : voix du père de Parva
- 2006 : Hell de Bruno Chiche : le père de Hell
- 2009 : Montparnasse de Mikhaël Hers - Serge
- 2010 : Memory Lane de Mikhaël Hers : François, le père des deux sœurs
- 2012 : 38 Témoins de Lucas Belvaux : le procureur Lacourt
- 2012 : ALF de Jérôme Lescure : le psy
- 2012 : Photo de Carlos Saboga : Uriel
- 2013 : Au bout du conte d'Agnès Jaoui : Guillaume Casseul
- 2014 : Pas son genre de Lucas Belvaux : le père de Clément
- 2016 : Marie et les Naufragés de Sébastien Betbeder : L'éditeur
- 2018 : Un amour impossible de Catherine Corsini : le père de Philippe
- 2019 : J'accuse de Roman Polanski :  Raoul Le Mouton de Boisdeffre
- 2022 : Les Passagers de la nuit de Mikhaël Hers

### Télévision

#### Années 1970
- 1978 : Médecins de nuit (série télévisée), épisode 1.02 : Anne de Philippe Lefebvre

#### Années 1980
- 1980 : Le Misanthrope de Marcel Bluwal – Oronte
- 1981 : Peer Gynt de Bernard Sobel – Eberkopf, Hussein, le Diable, un fou
- 1982 : Saint Louis ou la Royauté bienfaisante de Jean-Claude Lubtchansky – Louis IX
- 1982 : Conrad Kilian de Jacques Tréfouël – lieutenant Vella
- 1983 : Capitaine X de Bruno Gantillon – Gyorgy
- 1983 : Deux amies d'enfance de Nina Companeez – Alain Lacroix
- 1983 : Richelieu ou la Journée des dupes de Jean-Dominique de la Rochefoucauld – Richelieu
- 1985 : La Fausse Suivante de Patrice Chéreau – Lélio
- 1985 : L'Année terrible de Claude Santelli
- 1987 : Le Mariage de Figaro de Pierre Badel, Jean-Pierre Vincent – le comte Almaviva
- 1988 : Le Soulier de satin de Yves-André Hubert, Antoine Vitez – Don Rodrigue
- 1988 : Liberté, libertés de Jean-Dominique de la Rochefoucauld – Chauvel
- 1989 : L'Histoire du soldat de Pierre-Oscar Lévy – le récitant
- 1989 : Manon Roland d’Édouard Molinaro – Robespierre
- 1989 : Euroflics (Eurocops, série télévisée), épisode 1.13 : La Bourse ou la vie de Roger Pigaut – Barraud
- 1989 : Jeanne d'Arc, le pouvoir et l'innocence de Pierre Badel – Philippe Le Bon
- 1989 : Les Grandes Familles d’Édouard Molinaro – Gabriel de Voos

#### Années 1990
- 1990 : Le Chemin solitaire de Luc Bondy – Stephan Von Sala
- 1990 : Ivanov de Pierre Romans, Arnaud Sélignac – Ivanov
- 1990 : Flash, le reporter-photographe de Philippe Triboit – Berthier
  - Libre comme l’air
  - Double enquête à Barbès
- 1992 : Turbulences, d’Élisabeth Rappeneau – Julien
- 1992 : Une Famille Formidable (saisons 1 à 3) - Michel Morand
- 1993 : L'Amour assassin d'Élisabeth Rappeneau – Pierre
- 1994 : C'est l'homme que j'ai tué de Giorgio Ferrara – Daverio
- 1995 : Sandra, princesse rebelle de Didier Albert – Bela Rochas
- 1995 : L'Allée du Roi de Nina Companeez – Louis XIV
- 1997 : La Femme d'un seul homme de Robin Renucci – Richard
- 1998 : Passion interdite de Thierry Binisti – Richard
- 1998 : Intime Conviction Les pas perdus de John Lvoff – le docteur Antoine Keller
- 1998 : Phèdre de Luc Bondy – Thésée

#### Années 2000
- 2000 : Deux Frères de Philippe Laïk – Alain
- 2002 : L'Enfant éternel de Patrick Poubel – Richard
- 2003 : Saint-Germain ou la Négociation de Gérard Corbiau – M. de Méylines
- 2006 : Le Sang noir de Peter Kassovitz – Nabucet
- 2006 : Les Amants du Flore d'Ilan Duran Cohen – Georges de Beauvoir
- 2009 : Sous un autre jour d'Alain Tasma – Martin

#### Années 2010
- 2011 : À la recherche du temps perdu de Nina Companeez – baron de Charlus
- 2012 : Nicolas Le Floch, épisode 8 : Le Crime de la rue des Francs-Bourgeois de Nicolas Picard-Dreyfuss – Monsieur de Montault
- 2015 : Les Années perdues de Nicolas Picard-Dreyfuss - Daniel Launey

#### Doublage

##### Cinéma

###### Films
- 1999 : Eyes Wide Shut : Sandor Szavost (Sky du Mont)

###### Films d'animation
- 2022 : Le Pharaon, le Sauvage et la Princesse : Amon (Pharaon !), le duc et le chambellan (Le Beau Sauvage) (création de voix)

## Théâtre

### Années 1970
- 1973 : Lulu de Frank Wedekind, mise en scène Michel Hermon, Alwa Schön
- 1973 : Penthésilée d'Heinrich von Kleist, mise en scène Jean Gillibert, un Grec, Festival de Chateauvallon
- 1973 : Dom Juan de Molière, mise en scène Bernard Sobel, Dom Juan, Théâtre de Gennevilliers
- 1974 : La Tempête de William Shakespeare, mise en scène Bernard Sobel, Ferdinand, Théâtre de l'Est parisien
- 1974 : L'Abîme d'Alexandre Ostrovski, mise en scène Yvon Davis, Kisselnikov, Théâtre de Gennevilliers
- 1975 : Le Précepteur de Jakob Lenz, mise en scène Bernard Sobel, Läuffer le Précepteur, Théâtre de Gennevilliers
- 1975 : Phèdre de Racine, mise en scène Michel Hermon, Hyppolite, Théâtre de Chaillot
- 1975 : Dommage qu'elle soit une putain de John Ford, mise en scène Michel Hermon, Giovanni, Théâtre de la Cité internationale
- 1976 : La Passion du Général Franco d'Armand Gatti, mise en scène Armand Gatti, José-Carlos, Entrepôts Calberson Paris
- 1976 : Les Cordonniers de Stanislaw Ignacy Witkiewicz, mise en scène Ewa Lewinson, le Cordonnier no 2, Studio du Théâtre des Quartiers d'Ivry
- 1976 : Les Paysans d'Honoré de Balzac, mise en scène Bernard Sobel, Fourchon, le Préfet, théâtre de Gennevilliers
- 1977 : Les Paysans d'Yvon Davis et Michèle Raoul-Davis d'après Honoré de Balzac, mise en scène Bernard Sobel, théâtre de l'Est parisien
- 1977 : La Jeune Fille Violaine de Paul Claudel, mise en scène Jean-Pierre Dusséaux, Jacques Hury, théâtre de la Potinière
- 1977 : Contes des Mille et une nuits adaptation et mise en scène Pierre Romans, Festival de Taormine
- 1977 : Lentz de Mike Scott, mise en scène Michel Dubois, Lentz, Comédie de Caen
- 1978 : Lentz de Mike Scott, mise en scène Michel Dubois, Lentz, Théâtre national de Chaillot
- 1978 : L'École des femmes de Molière, mise en scène Antoine Vitez, Festival d'Avignon, Festival d'automne à Paris au Théâtre de l'Athénée-Louis-Jouvet, Arnolphe
- 1978 : Tartuffe de Molière, mise en scène Antoine Vitez, Festival d'Avignon, Festival d'automne à Paris au Théâtre de l'Athénée-Louis-Jouvet, Cléante
- 1978 : Dom Juan de Molière, mise en scène Antoine Vitez, Festival d'Avignon, Festival d'automne à Paris au théâtre de l'Athénée-Louis-Jouvet, Monsieur Dimanche
- 1978 : Le Misanthrope de Molière, mise en scène Antoine Vitez, Festival d'Avignon, Festival d'automne à Paris au théâtre de l'Athénée-Louis-Jouvet, Oronte
- 1979 : L'École des femmes de Molière, mise en scène Antoine Vitez, Nouveau théâtre de Nice, Festival d'automne à Paris Théâtre de la Porte-Saint-Martin, Arnolphe
- 1979 : Dom Juan de Molière, mise en scène Antoine Vitez, Nouveau théâtre de Nice, Festival d'automne à Paris au Théâtre de la Porte-Saint-Martin, Monsieur Dimanche
- 1979 : Le Misanthrope de Molière, mise en scène Antoine Vitez, Nouveau théâtre de Nice, Festival d'automne à Paris, Oronte
- 1979 : Tartuffe de Molière, mise en scène Antoine Vitez, Nouveau théâtre de Nice, Festival d'automne à Paris, Cléante

### Années 1980
- 1980 : Le Conte d'hiver de William Shakespeare, mise en scène Jorge Lavelli, Festival d'Avignon, théâtre de la Ville Florizel
- 1981 : Sur les ruines de Carthage de René Kalisky, mise en scène Jean-Pierre Miquel, Alfred Baron, Comédie de Reims, théâtre de l'Est parisien
- 1981 : Peer Gynt d'Henrik Ibsen, mise en scène Patrice Chéreau, TNP Villeurbanne, Théâtre de la Ville, Eberkopf, Hussein, Le Diable, un fou
- 1983 : Les Paravents de Jean Genet, mise en scène Patrice Chéreau, le Lieutenant, théâtre Nanterre-Amandiers
- 1983 : Tonio Kröger de Thomas Mann, mise en scène Pierre Romans, Tonio Kröger, théâtre Nanterre-Amandiers
- 1984 : Terre étrangère d'Arthur Schnitzler, mise en scène Luc Bondy, Otto, théâtre Nanterre-Amandiers
- 1984 : Ajax de Sophocle, mise en scène Judy Stewart, Ulysse, Musica de Strasbourg, Le Bataclan
- 1985 : La Fausse Suivante de Marivaux, mise en scène Patrice Chéreau, avec Jane Birkin, Michel Piccoli, Théâtre Nanterre-Amandiers, TNP Villeurbanne, Lélio
- 1985 : L'Illusion comique de Corneille, mise en scène Giorgio Strehler, Adraste, Eraste, théâtre national de l'Odéon
- 1986 : Madame de Sade de Yukio Mishima, mise en scène Sophie Loucachevsky, Théâtre national de Chaillot, Théâtre national de Strasbourg, Théâtre de l'Athénée-Louis-Jouvet, tournée en France
- 1986 : Le Martyre de Saint-Sébastien de Claude Debussy et Gabriele D'Annunzio, chorégraphie Maurice Béjart, l'Empereur, Festival de Salzbourg, Scala de Milan, Cirque Royal Bruxelles
- 1987 : Le Mariage de Figaro de Beaumarchais, mise en scène Jean-Pierre Vincent, le Comte Almaviva, théâtre national de Chaillot
- 1987 : Le Soulier de satin de Paul Claudel, mise en scène Antoine Vitez, Don Rodrigue, Festival d'Avignon, Théâtre national de Chaillot, tournée européenne
- 1988 : Comment Wang-Fô fut sauvé de Marguerite Yourcenar, mise en scène Alain Marty, l'Empereur, festival de Montauban
- 1989 : Ivanov d'Anton Tchekhov, mise en scène Pierre Romans, Ivanov, théâtre Nanterre-Amandiers
- 1989 : Le Chemin solitaire d'Arthur Schnitzler, mise en scène Luc Bondy, Stephan Von Sala, théâtre du Rond-Point

### Années 1990
- 1990 : Partage de midi de Paul Claudel, mise en scène de Brigitte Jaques, Mésa, théâtre de l'Atelier
- 1992 : Andromaque de Racine, mise en scène Marc Zammit, Oreste, théâtre national de Chaillot
- 1993 : Contre-jour de Jean-Claude Brisville, mise en scène Jean-Pierre Miquel, Henri, Studio des Champs-Elysées
- 1993 : Maison d'arrêt d'Edward Bond, mise en scène Jorge Lavelli, Mike, Festival d'Avignon, Théâtre national de la Colline
- 1993 : Célimène et le Cardinal de Jacques Rampal, mise en scène Bernard Murat, le Cardinal, Théâtre Montparnasse
- 1995 : Un mari idéal d'Oscar Wilde, mise en scène Adrian Brine, Arthur Goring, Théâtre Antoine, Tournée européenne
- 1997 : Un mari idéal d'Oscar Wilde, mise en scène Adrian Brine, Théâtre des Célestins
- 1998 : Phèdre de Racine, mise en scène Luc Bondy Thésée, Théâtre Vidy-Lausanne, Odéon-Théâtre de l'Europe, Tournée Internationale
- 1999 : Dîner entre amis de Donald Margulies, mise en scène Michel Fagadau, Tom, Comédie des Champs-Élysées
- 1999 : Becket ou l'Honneur de Dieu de Jean Anouilh, mise en scène Didier Long, Thomas Becket, Théâtre de Paris

### Années 2000
- 2000 : Les Liaisons dangereuses de Choderlos de Laclos, adaptation Didier Sandre, avec Ludmila Mikael (Merteuil), soirée exceptionnelle le 19 novembre 2000, Théâtre du Palais-Royal
- 2001 : Bérénice de Racine, mise en scène Lambert Wilson, Titus, Estivales de Perpignan, Festival d'Avignon, Théâtre national de Chaillot
- 2002 : Les Couleurs de la vie d'Andrew Bovell, adaptation et mise en scène Michel Fagadau, Alex, Neil, John, Comédie des Champs-Élysées
- 2003 : Le Laboureur de Bohême de Johannes von Tepl, mise en scène Christian Schiaretti, le Laboureur, TNP Villeurbanne, Théâtre des Gémeaux
- 2004 : Monsieur chasse ! de Georges Feydeau, mise en scène Claudia Stavisky, Maison de la danse, Centre dramatique régional Tours, La Criée, tournée
- 2005 : Monsieur chasse ! de Georges Feydeau, mise en scène Claudia Stavisky, Moricet, Théâtre national de Nice, Théâtre de l'Athénée-Louis-Jouvet, Théâtre national de Bretagne, Théâtre des Célestins, tournée
- 2005 : L'Auteur de Beltraffio de Jean Pavans, d'après une nouvelle d'Henry James, mise en espace Jacques Lassalle, Saint-Hilaire
- 2006 : Ma vie avec Mozart d'Éric-Emmanuel Schmitt, fantaisie en paroles et musique mise en scène par Christophe Lidon, Théâtre Montparnasse
- 2006 : R.E.R. de Jean-Marie Besset, mise en espace Jean-Marie Besset, Gilbert Désveaux, Herman Wolf, Festival N.A.V.A. de Limoux
- 2006 : La Femme d'avant de Roland Schimmelpfennig, mise en scène Claudia Stavisky, avec Marie Bunel, Frank, Théâtre des Célestins
- 2007 : La Danse de mort d'August Strindberg, mise en scène Hans Peter Cloos, Kurt, Théâtre de la Madeleine
- 2007 : Alberto et Moravia de René de Ceccatty, mise en scène Giorgio Ferrara, Institut Culturel Italien, Paris
- 2008 : La Femme d'avant de Roland Schimmelpfennig, mise en scène Claudia Stavisky, Frank, Théâtre de l'Athénée-Louis-Jouvet
- 2009 : La Cerisaie d'Anton Tchekhov, mise en scène Alain Françon, théâtre national de la Colline
- 2009 : Une nuit de Grenade de François-Henri Soulié, mise en scène Jacques Lassalle, Festival N.A.V.A. Limoux Abbaye de Saint-Hilaire

### Années 2010
- 2010 : La Messe là-bas de Paul Claudel, mise en scène Christian Schiaretti, Les Gémeaux
- 2011 : Collaboration de Ronald Harwood, mise en scène Georges Werler, théâtre des Variétés
- 2012 : Oncle Vania d'Anton Tchekhov, mise en scène Alain Françon, Théâtre Nanterre-Amandiers, théâtre de la Manufacture, Le Phénix, tournée
- 2013 : Collaboration de Ronald Harwood, mise en scène Georges Werler, théâtre de la Madeleine
- 2013 : Iphigénie en Tauride, de Goethe, direction artistique de Clément Hervieu-Léger, auditorium du musée du Louvre
- 2014 : La Visite de la vieille dame de Friedrich Dürrenmatt, mise en scène Christophe Lidon, théâtre du Vieux-Colombier
- 2014 : Le Tartuffe ou l'Imposteur de Molière, mise en scène Galin Stoev, salle Richelieu
- 2015 : Roméo et Juliette de William Shakespeare, mise en scène Eric Ruf, Salle Richelieu
- 2016 : Cyrano de Bergerac d'Edmond Rostand, mise en scène Denis Podalydès, Salle Richelieu
- 2016 : Le Tartuffe ou l'Imposteur de Molière, mise en scène Galin Stoev, Salle Richelieu
- 2016 : Les Damnés d'après Luchino Visconti, mise en scène Ivo Van Hove, Festival d'Avignon puis Salle Richelieu
- 2017 : La Règle du jeu de Jean Renoir, mise en scène Christiane Jatahy, Salle Richelieu
- 2017 : Le Petit-Maître corrigé de Marivaux, mise en scène Clément Hervieu-Léger, Salle Richelieu
- 2017 : Les Fourberies de Scapin de Molière, mise en scène Denis Podalydès, Salle Richelieu
- 2018 : Poussière de Lars Noren, mise en scène de l'auteur, Salle Richelieu
- 2019 : Électre-Oreste d'Euripide, mise en scène de Ivo van Hove

### Années 2020
- 2021 : En attendant les barbares de J. M. Coetzee, mise en scène Camille Bernon et Simon Bourgade, Théâtre du Vieux-Colombier
- 2022: On ne sera jamais Alceste, mise en scène Lisa Guez, à partir de Molière et la Comédie Classique de Louis Jouvet, Studio théâtre de la Comédie française.
- 2022 : Les Fourberies de Scapin de Molière, mise en scène Denis Podalydès, Salle Richelieu
- 2022 : Le Bourgeois gentilhomme de Molière, mise en scène Valérie Lesort et Christian Hecq, Salle Richelieu
- 2023 : Médée d'Euripide, mise en scène Lisaboa Houbrechts, Salle Richelieu
- 2024 : Les Démons de Fiodor Dostoïevski, mise en scène Guy Cassiers, Salle Richelieu
- 2024 : Le Soulier de satin de Paul Claudel, mise en scène Éric Ruf, Salle Richelieu

## Livre audio et podcast
- Didier Sandre fait la lecture d'Alexis ou le Traité du vain combat de Marguerite Yourcenar. Il a également enregistré le Tao-tö King de Lao-Tseu.
- Le Shakespeare de la musique à Londres, un podcast consacré à Joseph Haydn, avec la voix de Charlotte Rampling et Didier Sandre[3].

## Distinctions

### Décorations
- Chevalier de la Légion d'honneur
- Chevalier de l'ordre national du Mérite
- Commandeur de l'ordre des Arts et des Lettres

### Récompenses
- Prix du Syndicat de la critique 1987 : meilleur comédien pour Madame de Sade et Le Mariage de Figaro
- Molières 1996 : Molière du comédien pour Un mari idéal
- Prix du Brigadier 2012/2013 : Pour Collaboration
- Académie Charles-Cros 2016 : Coup de cœur Jeune Public pour Je serai le roi soleil[4]
- Académie Charles-Cros 2020 : Coup de cœur Parole Enregistrée et Documents Sonores pour Lambeaux, proclamé le 13 septembre 2020 au Jardin du Musée Jean de la Fontaine à Château-Thierry[5]
- Prix du Syndicat de la critique 2021 : meilleur comédien pour La Messe là-bas

### Nominations
- Molières 1987 : Molière du comédien dans un second rôle pour Le Mariage de Figaro
- Molières 1989 : Molière du comédien pour Le Chemin solitaire
- Molières 1990 : Molière du comédien pour Partage de midi
- Molières 2017 : Molière du comédien dans un second rôle pour Les Damnés
- Molières 2018 : Molière du comédien dans un second rôle pour Les Fourberies de Scapin